# Farine de sang

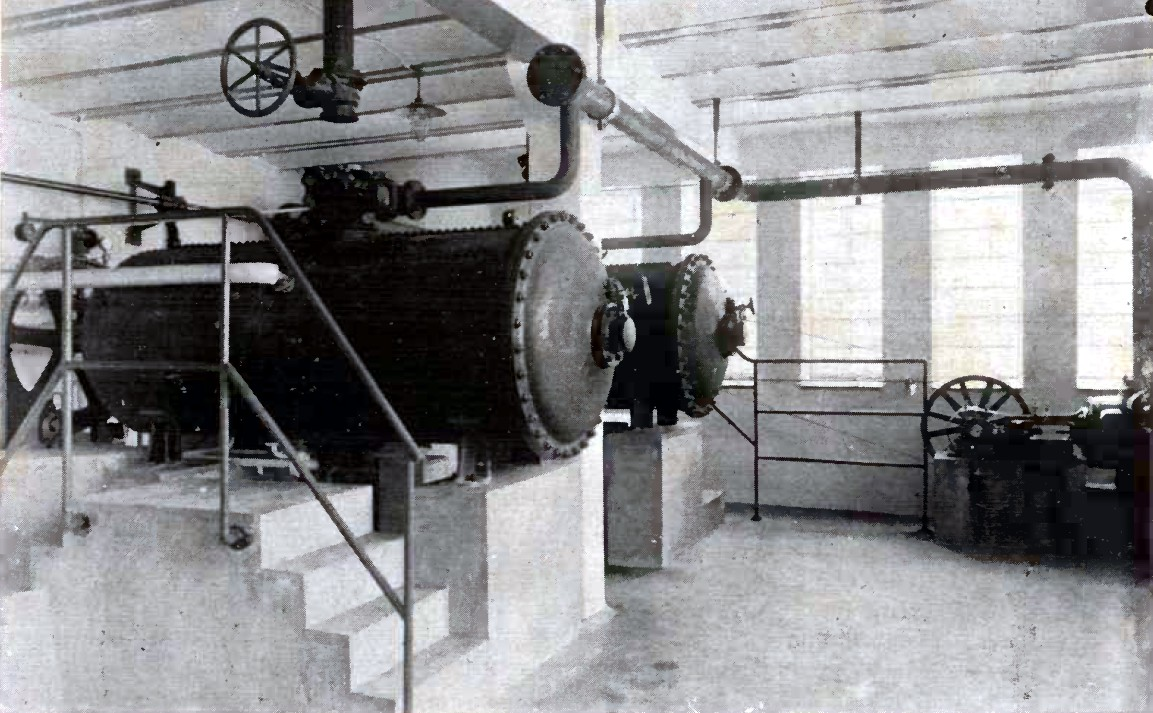
Usine de traitement de sang de la société Rud. A. Hartmanniam (1929)

La farine de sang, ou sang séché ou encore sang desséché est une poudre neutre et sèche fabriquée à base de sang. Elle sert d'engrais riche en azote ou de nourriture pour animaux, alors riche en protéines. C'est l'une des sources non synthétiques d'azote les plus élevées.

## Formule partielle
N = 13,25 %
P = 1 %
K = 0,6 %

## Description
Elle provient généralement de bovins ou de porcs, fabriquée en tant que sous-produit à l'abattoir.
La farine de sang peut être utilisée dans les jardins afin de dissuader des animaux comme les lapins de s'implanter dans la zone,, ou comme activateur de compostage.
L'usage de la farine de sang en tant que complément alimentaire pour le bétail, le poisson ou les volailles est également très populaire à cause de sa forte teneur en lysine. Dans certains pays, la farine de sang est dans ce cas mélangée à de la mélasse.
Elle est différente de la farine d'os en ceci que cette dernière est une riche source de phosphore, alors que la farine de sang est une source d'azote. Parmi les autres alternatives possibles à la farine de sang, on peut citer la farine de plume ou la farine de luzerne.
Au moins un grand négociant offre de la farine de sang de porc pour remplacer celle d'origine bovine. La farine de sang, la farine d'os et d'autres sous-produits animaux peuvent servir à amender le sol dans l'agriculture biologique certifiée, mais non à alimenter le bétail biologique (certifié par les règles de l'agriculture biologique).